# La Toma, Morelos
La Toma är en ort i Mexiko.   Den ligger i kommunen Axochiapan och delstaten Morelos, i den sydöstra delen av landet, 110 km söder om huvudstaden Mexico City. La Toma ligger 1 066 meter över havet och antalet invånare är 189.
Terrängen runt La Toma är platt åt sydväst, men åt nordost är den kuperad. Runt La Toma är det ganska tätbefolkat, med 90 invånare per kvadratkilometer. Närmaste större samhälle är Axochiapan, 5,4 km söder om La Toma. Omgivningarna runt La Toma är en mosaik av jordbruksmark och naturlig växtlighet.